# Stanley Miller

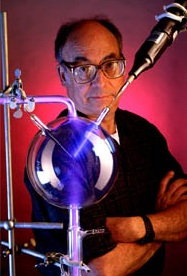
Stanley Miller

Stanley Miller (Oakland, Califòrnia, 7 de març de 1930 - 20 de maig de 2007) fou un científic nord-americà principalment conegut pels seus estudis sobre l'origen de la vida. Es va educar a la Universitat de Califòrnia (obtenint la seva llicenciatura en ciències el 1951), on va ser estudiant de Harold Urey. En l'experiment de Miller i Urey, dut a terme el 1953 com a estudiant diplomat, va realitzar una simulació de les condicions de la Terra primitiva a la recerca de les reaccions químiques que van poder construir els seus primers blocs essencials (aminoàcids i proteïnes) simples. El 1954 va obtenir el doctorat en Química a la Universitat de Chicago. Va ser ajudant de professor (1958-1960), professor associat (1960-1968) i professor de química a la Universitat de Califòrnia, San Diego el 1958, romanent en el lloc durant molts anys.
Els seus estudis inclouen l'origen de la vida (es va considerar un pioner en l'estudi d'exobiologia), l'ocurrència natural d'hidrats clatrats, i mecanismes generals d'anestèsia. Va ser membre de l'Acadèmia Nacional de Ciències, i va rebre una Medalla Oparin.
En la dècada dels 50, Miller va ajudar a situar la síntesi abiòtica de compostos orgànics en el context de l'evolució. Va utilitzar la simulació en laboratori de les condicions químiques en la Terra primigènia per demostrar que la síntesi espontània d'aquests compostos podria haver estat una etapa precoç de l'origen de la vida, l'Experiment de Miller i Urey
Stanley Miller, juntament amb Harold Urey, va dissenyar un dels experiments més importants de la història de la biologia l'any 1953.
Consistia en la mescla dels gasos Ta de l'atmosfera primitiva (hidrogen, metà, amoníac i vapor d'aigua), a descàrregues elèctriques constants i tancats en un recipient a 80 graus C. Més tard van analitzar el resultat i hi van trobar aminoàcids, la part fonamental de les proteïnes. Això volia dir que hi va poder haver la possibilitat de creació de matèria orgànica a partir de compostos inorgànics en un cert ambient humit amb càrregues elèctriques i temperatures elevades.